# Rhizocarpon parvum
Rhizocarpon parvum är en lavart som beskrevs av Hans Runemark. Rhizocarpon parvum ingår i släktet Rhizocarpon, och familjen Rhizocarpaceae. Arten är reproducerande i Sverige.